# فرودگاه شهری وست بند
فرودگاه شهری وست بند  (به انگلیسی: West Bend Municipal Airport)  یک فرودگاه همگانی  با کد یاتا ETB است که یک باند فرود آسفالت دارد و طول باند آن ۱۳۷۰ متر است. این فرودگاه در  کشور ایالات متحده آمریکا قرار دارد و در ارتفاع ۲۷۰٫۴ متری از سطح دریا واقع شده است.